# Maiana

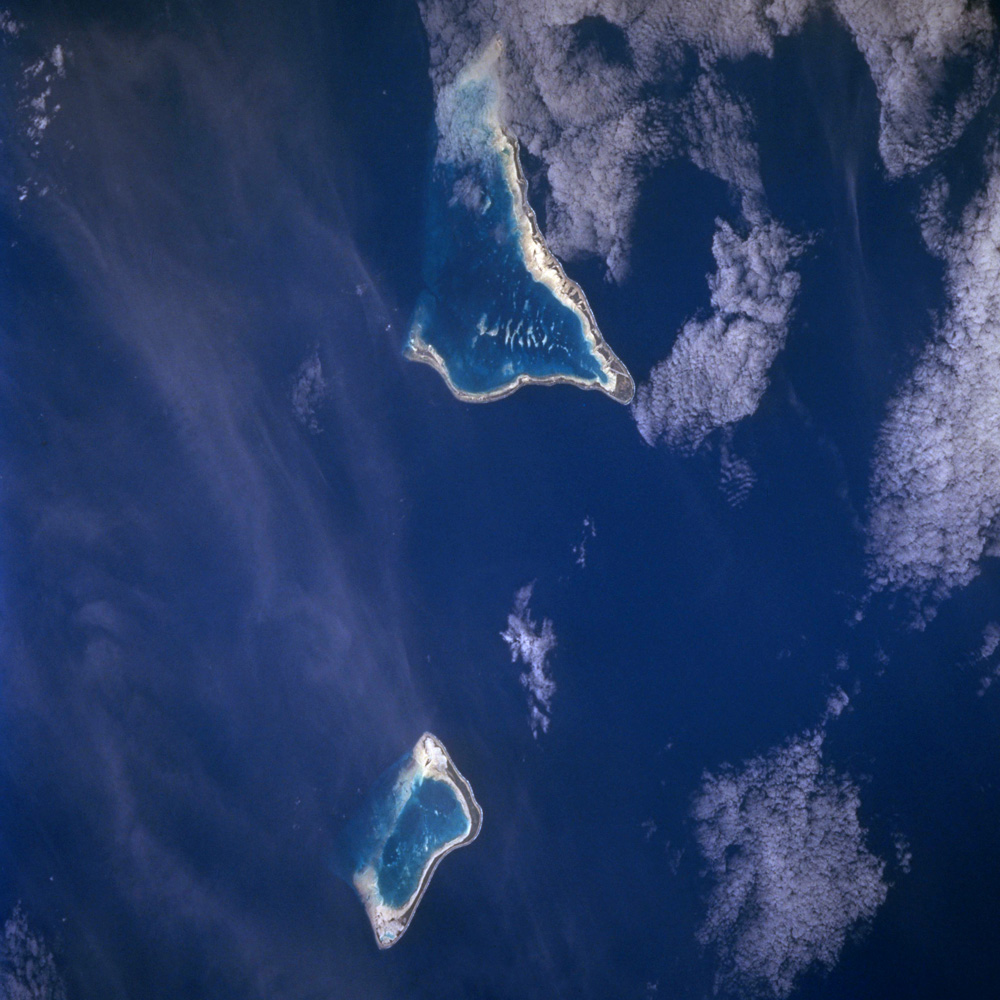

Maiana é uma ilha, nas Ilhas Gilbert, parte da nação do Kiribati.